# Escala simétrica
Una escala simétrica es una escala musical que divide equitativamente la octava de tonos y semitonos. El concepto y el término parecen haber sido presentados por primera vez en escrito por Joseph Schillinger y desarrollados posteriormente por Nicolas Slonimsky como parte de su famoso Thesaurus of Scales and Melodic Patterns. Estas divisiones simétricas de la octava pueden ocurrir en diversos niveles armónicos o estructurales. En el temperamento igual de doce medios tonos, la octava solo puede dividirse por equitativamente en dos, tres, cuatro, seis o doce partes iguales. Como consecuencia, pueden completarse las divisiones agregando el mismo intervalo exacto o la secuencia de intervalos a cada nota resultante (llamado " interpolación de notas") completando la escala simétrica.

## Ejemplos
Algunos ejemplos de una escala simétrica incluyen la escala octatónica, también conocida como escala escala simétrica disminuida que contiene ocho notas antes de llegar a la octava. Su imagen especular es referida como escala disminuida simétrica inversa).[cita requerida]), así como la escala tritonal de dos semitonos :

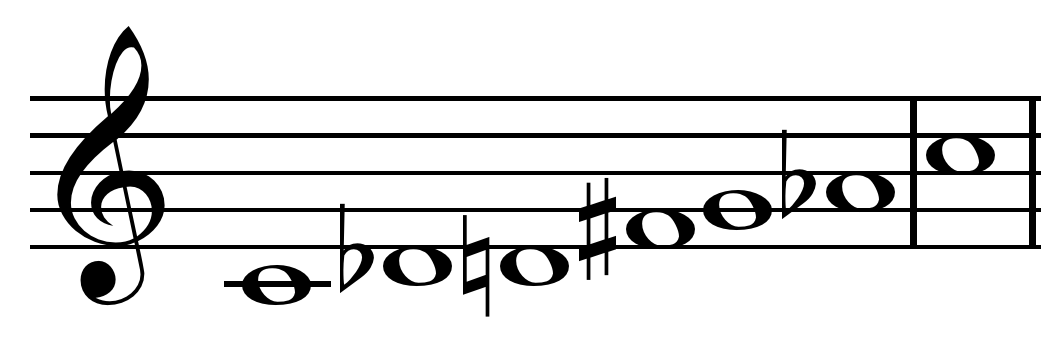
La escala de tritono de dos semitonos en C divide la octava en dos partes iguales (CF y F# a (octava arriba) C) y llena los espacios de tritono resultantes con dos semitonos (Db-D y G-Ab).

Ambos ejemplos están compuestos por subunidades que se repiten dentro de la octava. Esta propiedad permite que dichas escalas se transpongan a otras notas, pero al mismo tiempo conservando exactamente las mismas notas que la escala original (simetría traslacional).
Esto se puede ver con la escala de tonos completos en C:
- {do, re, mi, fa ♯, sol ♯, la ♯, do}

Muestra sintetizadaⓘ
Si se transpone un tono completo a D, contendrá exactamente las mismas notas en una permutación diferente:
- {re, mi, fa ♯, sol ♯, la ♯, do, re}

En el caso de escalas invertidamente simétricas, la inversión de la escala resulta ser idéntica. Por lo tanto, los intervalos entre los grados de la escala resultan simétricos si se leen desde la "superior" (o final) o "inferior" (o comienzo) de la escala (en simetría especular). Los ejemplos incluyen la escala ucraniana Dorian b9 (sexto modo de la escala mayor húngara), la escala Jazz Minor b5 (tercer modo del inverso mayor húngaro), la escala mayor napolitana (cuarto modo de la escala Locria mayor), el slendro javanés, la escala cromática de doce medios tonos, la escala de tonos enteros, la escala dórica, la escala dominante eólica (quinto modo de la menor melódica ), la escala menor armónica, la escala mayor locriana mayor 7ª/armónica mayor b5, la escala cromática lidia (cuarta modo de la escala de tonos principales de blues), la escala lidia mayor frigia (cuarto modo de la escala b5 mayor napolitana) y la escala armónica doble .[cita requerida]

Tono de constelaciones de cinco escalas simétricas.

Las escalas asimétricas son "mucho más comunes" que las escalas simétricas. Esto se debe a la incapacidad de las escalas simétricas de poseer la propiedad de singularidad, conteniendo cada clase de intervalo un número único de veces, y que ayude a determinar la ubicación de las notas con relación a la primera nota de la susodicha escala.